# Carlos Parteli Keller
Carlos Parteli Keller (* 8. März 1910 in Rivera, Uruguay; † 26. Mai 1999) war ein uruguayischer Geistlicher und Erzbischof von Montevideo.

## Leben
Carlos Parteli Keller empfing am 15. April 1933 das Sakrament der Priesterweihe.
Am 3. November 1960 ernannte ihn Papst Johannes XXIII. zum ersten Bischof von Tacuarembó. Der Apostolische Nuntius in Uruguay, Erzbischof Raffaele Forni, spendete ihm am 27. Dezember desselben Jahres die Bischofsweihe; Mitkonsekratoren waren der Bischof von Florida, Umberto Tonna Zanotta, und der emeritierte Bischof von Florida, Miguel Paternain CSsR. Die Amtseinführung erfolgte am 8. Januar 1961.
Am 27. Februar 1966 ernannte ihn Papst Paul VI. zum Titularerzbischof von Turris in Mauretania und bestellte ihn zum Koadjutorerzbischof von Montevideo. Carlos Parteli Keller wurde am 17. November 1976 in Nachfolge des aus Altersgründen zurückgetretenen Antonio María Kardinal Barbieri OFMCap Erzbischof von Montevideo.
Am 5. Juni 1985 nahm Papst Johannes Paul II. das von Carlos Parteli Keller aus Altersgründen vorgebrachte Rücktrittsgesuch an.
Carlos Parteli Keller nahm an allen vier Sitzungsperioden des Zweiten Vatikanischen Konzils teil.